# Escape (album de Whodini)
Pour les articles homonymes, voir Escape.
Albums de Whodini
Whodini
(1983) Back in Black
(1984)
Singles
1. Freaks Come Out at Night
Sortie : 1984
2. Friends / Five Minutes of Funk
Sortie : 1984
3. Escape (I Need a Break)
Sortie : 1984
4. Big Mouth
Sortie : 1983

Escape est le deuxième album studio de Whodini, sorti le 17 octobre 1984.
Il s'agit du premier album de rap à utiliser un synclavier.
Il s'est classé 5e au Top R&B/Hip-Hop Albums et 35e au Billboard 200 et a été certifié disque de platine par la Recording Industry Association of America (RIAA) le 22 mai 1987.
En 1998, le magazine The Source a inclus Escape dans sa liste des « 100 meilleurs albums de rap » et en 2014, Complex l'a classé à la 20e place des « 50 meilleurs albums de rap des années 80 ».

## Liste des titres
| 1. | Five Minutes of Funk      | 5:20 |
| 2. | Freaks Come Out at Night  | 4:45 |
| 3. | Featuring Grandmaster Dee | 5:38 |
| 4. | Big Mouth                 | 3:00 |

| 1. | Escape (I Need a Break) | 3:43 |
| 2. | Friends                 | 4:38 |
| 3. | Out of Control          | 4:16 |
| 4. | We Are Whodini          | 7:05 |

| 9.  | Escape (I Need a Break) (Special Extended Mix) | 5:20 |
| 10. | Escape (I Need a Break) (A Cappella)           | 1:48 |
| 11. | Escape (I Need a Break) (Instrumental)         | 3:38 |
| 12. | Five Minutes of Funk (Instrumental)            | 5:41 |
| 13. | Freaks Come Out at Night (Instrumental)        | 4:45 |
| 14. | Friends (Instrumental)                         | 4:49 |
| 15. | Big Mouth (Beat Box Mix)                       | 5:07 |
| 16. | Big Mouth (A Cappella Mix)                     | 2:51 |
| 17. | Grandmaster Dee's Haunted Scratch              | 3:30 |